# Portrait d'une jeune femme, dite Sappho
Le Portrait d'une jeune femme, dite Sappho (ou « Femme aux tablettes de cire et au stylet »), est une fresque antique de style pompéien datant du Ier siècle, provenant de la maison VI, 17 de l'insula occidentalis à Pompéi. De petites dimensions (37 × 38 cm), il ne s'agit pas d'un tableau isolé, mais un élément d'un vaste décor à fresque qui couvrait entièrement les murs d'une pièce. Elle a été découverte en 1760, puis détachée de son support pour être conservée au musée archéologique national de Naples où elle se trouve toujours. Chef-d'œuvre de la peinture romaine, il s'agit de l'une des fresques pompéiennes les plus célèbres, très souvent reproduite et illustrant fréquemment les documents touristiques sur Pompéi.

## Sujet
Les érudits du XIXe siècle ont émis l'hypothèse qu'il puisse s'agir d'un portrait imaginaire de la poétesse grecque Sappho de Lesbos (vers - 630 à - 570 avant notre ère), ce qui a donné son nom - et en partie sa notoriété - à l'œuvre. La fresque sert d'ailleurs d'illustration à de nombreux articles relatifs à la célèbre poétesse. Bien que la fresque soit encore largement diffusée en ligne comme étant un portrait supposé de Sappho, les historiens de l’art s’accordent maintenant généralement à dire qu’elle représente en fait une femme pompéienne inconnue de la classe supérieure.

## Description
Le portrait est celui d'une docta puella, une jeune femme éduquée appartenant à la haute société. Elle tient quatre tablettes de cire dans la main gauche et un stylet dans sa main droite, qu'elle penche délicatement sur ses lèvres dans une attitude méditative, comme si elle voulait réfléchir un instant avant de s’apprêter à écrire.
Parée avec raffinement, la jeune femme se détache en buste sur un fond gris de forme circulaire. Elle est vêtue d'un manteau rose sur une tunique verte, et ses cheveux bouclés, maintenus par une résille dorée, encadrent un délicat visage ovale au nez très droit. Ce type de coiffure était en vogue au premier siècle de notre ère. Elle porte une paire de boucles d'oreilles en forme d'anneaux. Des touches de jaune ponctuent la composition : elles mettent en valeur la résille, les anneaux d'or et attirent le regard sur les bords des tablettes à écrire.
Délicat et exquis, le portrait est remarquable par sa pénétration psychologique. La pose de la jeune fille, son regard perdu, la plume à  ses lèvres, sont d’une extrême douceur, un témoignage de la sensibilité grecque qui a clairement influencé l’art romain. Son visage montre une expression de méditation, comme à la recherche d’inspiration. Bien que l’œuvre ait subi de nombreux dommages au cours des siècles, les couleurs sont toujours bien conservées.

## Analyse
Une autre fresque pompéienne de la même époque, le Portrait de Paquius Proculus et son épouse, représente un couple, dont la femme est saisie dans la même attitude que cette jeune fille.
Le motif était donc certainement dans « l'air du temps », à la mode dans une certaine couche de la société. Il indique aussi que l'écriture était maîtrisée par une part importante de la population aisée, y compris par les femmes, ce que d'autres sources confirment.